# Élections générales espagnoles de 1993 dans les îles Baléares
Les élections générales espagnoles de 1993 (en espagnol : Elecciones generales de España de 1993) se sont tenues le dimanche 6 juin 1993 afin d'élire les 350 députés et 208 des 266 sénateurs de la Ve législature des Cortes Generales. 7 députés sont élus dans les îles Baléares.

## Résultats

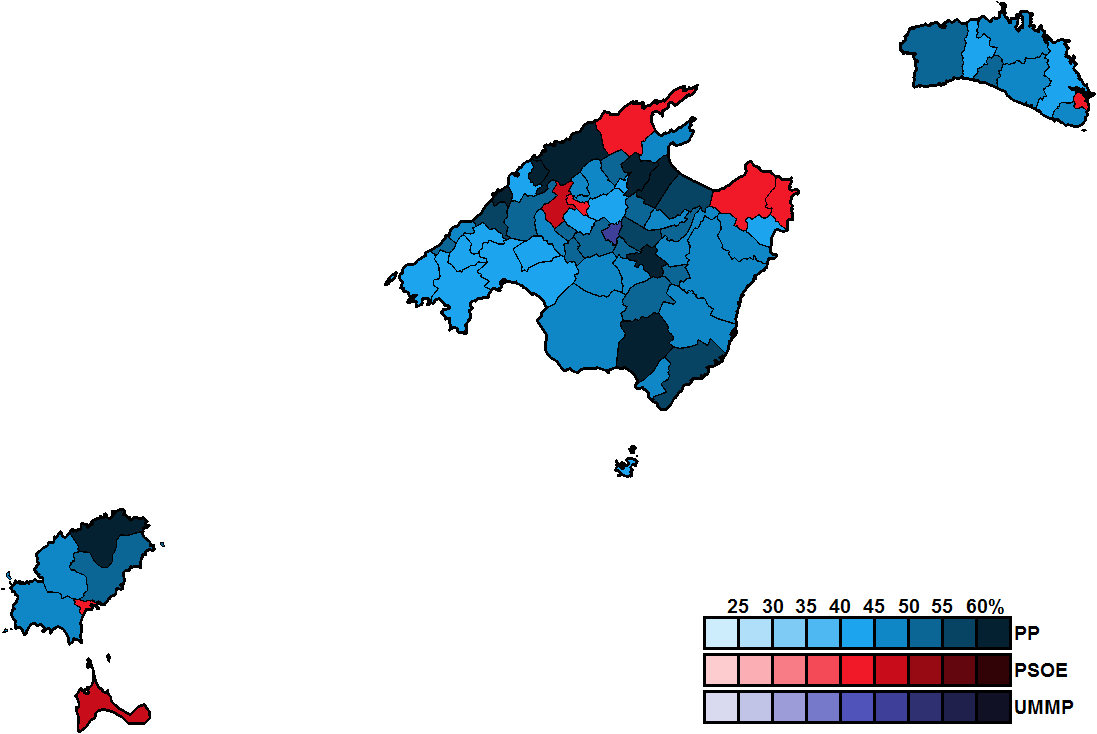
Résultats par commune.